# Metazygia patiama
Metazygia patiama är en spindelart som beskrevs av Levi 1995. Metazygia patiama ingår i släktet Metazygia och familjen hjulspindlar. Inga underarter finns listade i Catalogue of Life.